# Sista riket
Sista riket (engelska: Mistborn: The Final Empire) är första boken i Brandon Sandersons Mistborn-serie. Den utkom 2006.

### Fotnoter
1. ↑  ”The Final Empire” (på engelska). Worldcat. 19 mars 2006. https://www.worldcat.org/title/mistborn-the-final-empire/oclc/62342185&referer=brief_results. Läst 31 december 2016.